# 邵鏞
邵鏞（1482年—1549年），字伯倫，號前山，南京羽林右衛官籍南直隶太平府当涂县人。明朝政治人物。

## 生平
治《書經》，行三，由國子生中式弘治十四年（1501年）辛酉科應天府鄉試第七十一名舉人，正德三年（1508年）戊辰科會試第五十名，第二甲第六十一名進士。授南京户部四川司主事，歷升郎中，官雲南府知府，嘉靖二年（1523年）二月升四川按察司副使，松潘兵备，五年入觐被免职。

## 家族
曾祖邵貴。祖邵伟。父邵瑛。母徐氏。具庆下，兄邵欽、邵鉞。